# 蒙古语系
蒙古语系（英語：Mongolic languages），是世界基本语系之一，各语言主要分布在蒙古国、中国、俄罗斯等地，使用人口约600-700万，構成了蒙古語族群。

## 分佈
蒙古语分布在蒙古国和中国内蒙古自治区以及中国新疆青海，东北三省等地蒙古族自治区县。布里亚特语和卡尔梅克语分布在俄罗斯联邦和独联体地区，中国境内则有分别和这两种语言相近的巴尔虎－布里亚特方言和卫拉特方言。这两种方言再加上内蒙古方言就是中国蒙古语的三大方言。达斡尔语分布在中国内蒙古自治区及黑龙江省。其他 4种语言分布在中国甘肃、青海两省。蒙戈勒语分布在阿富汗。使用蒙古語系语言的人口共约600-700万。

## 介紹
蒙古語系共同起源於原始蒙古語，現今包括9种语言：蒙古语、布里亚特语、卡尔梅克语、达斡尔语、蒙戈勒语（阿富汗的埃馬克人與赫拉特少數蒙古人）、东部裕固语、土族语（蒙古尔语）、东乡语、保安语。历史上，中国境内的卫拉特方言和卡尔梅克语接近，巴尔虎-布里亚特方言和俄罗斯的布里亚特语接近。现在这两种话和蒙古语的共同性不断增加，所以在中国境内它们处于蒙古语方言的地位。
蒙古語系9种语言之间存在着基本上相近的语法体系和大量的同源词。同时，各语言之间又互有差异，各有自己的不同于其他语言的特点。差异的大小是不同的。大体上说，蒙古语、布里亚特语、卡尔梅克语、达斡尔语比较近，而前三者更近些；东部裕固语、土族语、东乡语、保安语比较近，而东部裕固语又和后三者稍远些；蒙戈勒语则和其他8种都不很近，但从基本特点看，稍近于蒙古语、布里亚特语、卡尔梅克语。因此，可以断定，蒙古語系各语言源于一种"共同蒙古语"。现代的 9种语言是经过长期演变几次分化而形成的。可能是开始分为东西两个方言。蒙古语、 布里亚特语、 卡尔梅克语、达斡尔语、蒙戈勒語来自古东部方言，东部裕固语、土族语、东乡语、保安语来自古西部方言。到东西两个方言发展为语言时，在东方的语言里，达斡尔语、蒙戈勒语各为一个方言，蒙古语、布里亚特语、卡尔梅克语还只是一个方言；在西方的语言里，东部裕固语自为一个方言，土族语、东乡语、保安语共为一个方言。到这5个方言都发展为语言时，蒙古语、布里亚特语、卡尔梅克语、土族语、东乡语、保安语各形成为方言。最后一步才是这6个方言继达斡尔语、蒙戈勒语、东部裕固语之后，也形成语言。
蒙古語系语言都是粘着语，体词和动词都可以在词干后依一定次序接几层语法粘附成分，表示几层语法意义。大部分语法粘附成分既出现在古代文献中，又出现在上述各种语言的口语中，也有一些语法粘附成分只出现在文献记载和几种口语中，其他口语不见。口语中个别的语法形式在文献中找不到。
蒙古书面语和9种口语名词后附加属格：宾格、与-位格、离格的粘附成分，以表示各种语言既有共同性，又有差异性。
从历史上看，蒙古語系语言都有元音和谐律。元音和谐律的基本性质是：在词根内部、词根和构词成分之间、词干和语法成分之间，性质相同的元音表现为互相适应，即某些元音之后可以出现某些元音；性质相反的元音表现为互相排斥，即某些元音之后不能出现某些元音。一双双互相对立的元音，组成舌位较后较低或发音时器官较紧张的一组和舌位较前较高或发音时器官较松弛的另一组。同组元音互相和谐，异组则否。有的语言在此基础上又增加元音的唇状和谐，于是同一个语法成分，在语音面貌不同的词干之后，要求分别出现4种不同的语音形式。
元音和谐在9种语言中的发展变化是不平衡的。大体上说，蒙古语、布里亚特语、卡尔梅克语保留得比较完整；达斡尔语、蒙戈勒语、东部裕固语处于半保持半破坏状态；土族语、东乡语、保安语已经在很大程度上破坏，词的两组语音形式的对立已很不明显，但历史上存在过元音和谐，仍然留有痕迹，可以推寻。蒙古語系语言还有辅音和谐现象。主要表现是：在有舌位较后较低的元音的词裡出现软腭辅音时，部位偏后；在有舌位较前较高的元音的词裡出现软腭辅音时，部位偏前。在词首位置的这种软腭辅音，在古代可能只有塞音而没有擦音，现代的蒙戈勒语和东乡语还是如此（从喉擦音变为软腭擦音的另当别论）。古代的清或清音带送气的软腭塞音在现代蒙古语和布里亚特语都变成了擦音。卫拉特语、达斡尔语、东部裕固语、土族语、保安语从塞音向擦音演变的范围更窄一些。
契丹语已被证实与蒙古語系有关，但分化早于原始蒙古语开始分化之前，故该类语言又被称为“旁蒙古语”（Para-Mongolic）。蒙古国的两块石碑布谷特碑和惠斯陶勒盖碑铭上用蒙古婆罗米文字书写的语言也被认为与蒙古语有关，武阿勒认为是蠕蠕语。此外，已滅絕的鮮卑語與吐谷渾語等，也被認為屬於這個語族。

### 與其他語系的關係
- 阿爾泰民族假說認為突厥語系、蒙古語系、通古斯語系可以組成阿爾泰語系。有時還包括朝鮮語系、日本語系、阿伊努語。[3]
- 圖蘭主義認為阿爾泰語系可以和烏拉爾語系組成烏拉爾-阿爾泰語系。[4]

## 蒙古語系分类
芬兰语言学家杨虎嫩认为，现存的所有蒙古语系语言可以分为4个语支，均是由成吉思汗時期的中古蒙古語分化而来。而契丹语等语言，虽然也属于鲜卑–蒙古语系 ，但并没有传承下来，已经灭绝，不是现代蒙古语系诸语言的祖先。这些已经灭绝的鲜卑-烏桓语也被称为“旁蒙古语”，它们与蒙古语的祖先在很早之前已经分开发展。
- 鲜卑–蒙古语系
  - 旁蒙古语族(鮮卑-烏桓语族)†
    - 烏桓語†(烏桓)
      - 蠕蠕語†(柔然)？

    - 鮮卑語†(鮮卑、前燕、西燕、後燕、南燕 (十六國)、北燕、西秦）
      - 拓跋語†(代 (十六國)、南涼)？
      - 吐谷渾語†(吐谷渾)
      - 室韋語†(室韋)？
      - 契丹语† (zkt)(遼代、西遼)

  - 蒙古语族(蒙古语系)
    - 古代蒙古語†（尼倫、迭列斤、蔑兒乞、塔塔爾部、克烈、斡亦剌惕）
      - 中古蒙古语†(xng)（蒙兀國、蒙古帝國、欽察汗國、察合台汗國、窩闊台汗國、伊兒汗國)
        - 通用蒙古语支（Common Mongolic branch）
          - 古典蒙古语 (cmg)（四十萬蒙古）
            - 蒙古语 (mon)
              - 喀尔喀蒙古语 (khk) （蒙古国）
              - 察哈尔蒙古语 (mvf) （中国內蒙古）
              - 科尔沁蒙古语（中國內蒙古興安盟、通遼）
              - 鄂尔多斯蒙古语（中國內蒙古鄂爾多斯）

          - 卫拉特语 (xal)（瓦剌、四衛拉特、準噶爾汗國、和碩特汗國）
            - 土爾扈特衛拉特語（中國新疆、青海，蒙古國西部）
              - 卡爾梅克衛拉特語(xal)（俄罗斯卡爾梅克）

          - 布里亚特语 (bua)
            - 蒙古国布里亚特语 (bxm) （蒙古国）
            - 俄罗斯布里亚特语 (bxr) （俄罗斯布里亞特）
            - 中国布里亚特语（巴尔虎布里亚特语） (bxu) （中国內蒙古呼倫貝爾）

          - 哈米尼干语（俄羅斯外貝加爾邊疆區）

        - 达斡尔语支（Dagur branch）
          - 达斡尔语 (dta) （中国:內蒙古莫力達瓦、黑龍江梅里斯、新疆塔城）

        - 西喇古儿语支（Shirongolic branch）
          - 康家语 (kxs) （中国青海尖扎）
          - 土族语 (mjg) （中国:青海、甘肅）
          - 保安语 (peh) （中国:青海、甘肃）
          - 东乡语 (sce) （中国:甘肅東鄉、新疆）
          - 东部裕固语 (yuy) （中国甘肅肅南）

        - 蒙戈勒语支（Moghol branch）
          - 蒙戈勒语 (mhj) （阿富汗赫拉特）

## 外部連結
- Browse by Language Family-Ethnologue （页面存档备份，存于）